# Flakebergs församling
Flakebergs församling var en församling i Skara stift och i Grästorps kommun. Församlingen uppgick 2002 i Särestads församling. 

## Administrativ historik
Församlingen har medeltida ursprung. 
Församlingen var till 2002 annexförsamling i pastoratet Särestad, Bjärby, Håle, Täng och Flakeberg som från 1962 även omfattade församlingarna Flo, Ås och Sal. Församlingen uppgick 2002 i Särestads församling.

## Kyrkor
- Flakebergs kyrka